# Karin Hänel
Karin Antretter  (née Hänel le 28 mai 1957) est une athlète allemande, spécialiste du saut en longueur.

## Biographie
Elle remporte la médaille d'or du saut en longueur lors des Championnats d'Europe en salle 1981 de Grenoble, en France, en devançant avec la marque de 6,77 m (record de la compétition) Sigrid Heimann et Jasmin Fischer. 

### Palmarès
| Date | Compétition                    | Lieu            | Résultat | Épreuve          |
| ---- | ------------------------------ | --------------- | -------- | ---------------- |
| 1977 | Championnats d'Europe en salle | Saint-Sébastien | 7e       | Saut en longueur |
| 1978 | Championnats d'Europe en salle | Milan           | 8e       | Saut en longueur |
| 1978 | Championnats d'Europe          | Prague          | 7e       | Saut en longueur |
| 1981 | Championnats d'Europe en salle | Grenoble        | 1re      | Saut en longueur |
| 1982 | Championnats d'Europe en salle | Milan           | 2e       | Saut en longueur |
| 1982 | Championnats d'Europe          | Athènes         | 8e       | Saut en longueur |

### Records
| Épreuve          | Épreuve   | Performance | Lieu     | Date               |
| ---------------- | --------- | ----------- | -------- | ------------------ |
| Saut en longueur | Plein air | 6,77 m      | Rhede    | 1er septembre 1982 |
| Saut en longueur | Salle     | 6,77 m      | Grenoble | 21 février 1981    |